# Verhuizen (Buren)
Verhuizen of Vernehuizen is een voormalig dorp aan de Rijn, dat gelegen was in de Nederlandse provincie Gelderland, in de huidige buurtschap Bontemorgen ten noorden van Lienden in de gemeente Buren.
Het dorpje lag ergens in de buurt waar nu de Marsdijk aftakt van de Rijndijk. Er was een veerverbinding naar Rhenen, het Rhenense Veer. Dit voetveer was vermoedelijk al begin 14e eeuw of eerder in gebruik.
Andere schrijfwijzen van de naam die in archieven gevonden worden zijn Verhuijsen, Verhuysen, Verhusen, Verresen en Veerhuizen.
De legende doet de ronde dat vanuit de Klokkewaaij, een waai iets verder naar het zuiden, nog steeds soms het gelui van de klok van het oude kerkje te horen is.